# Barbudet gorjagroc
El barbudet gorjagroc (Pogoniulus subsulphureus) és una espècie d'ocell de la família dels líbids (Lybiidae).

Habita la selva humida i clarianes del sud de Mali, Sierra Leone, sud-est de Guinea, Libèria, Costa d'Ivori, Ghana, Benín, Nigèria, centre i sud de Camerun, l'illa de Bioko, sud de la República Centreafricana, Guinea Equatorial, el Gabon, República del Congo, Cabinda i nord i nord-est de la República Democràtica del Congo fins l'oest i sud d'Uganda i, més cap al sud, al sud-oest, sud i est de la República Democràtica del Congo.